# Bob Russell
Bob Russell (eigentlich Sidney Keith Russell; * 25. April 1914 in Passaic, New Jersey; † 18. Februar 1970 in Beverly Hills, Kalifornien) war ein amerikanischer Liedtexter und Komponist.

## Leben und Wirken
Bob Russell war in erster Linie Textdichter, trat aber gelegentlich auch als Komponist in Erscheinung, der mit anderen Textdichtern zusammenarbeitete. Nach seiner Ausbildung an der Washington University in St. Louis arbeitete er zunächst als Werbetexter, später für Vaudeville-Shows.
Ende der 1930er schrieb er englische Liedtexte auf verschiedene lateinamerikanische Schlager, z. B.: Frenesi oder Brazil. In derselben Zeit begann seine Zusammenarbeit mit Carl Sigman (Busy As A Bee (I’m Buzz, Buzz, Buzzin’)); mit dem er in der zweiten Hälfte der 40er noch Hits wie Dance, Ballerina, Dance (Ballerina). und Crazy He Calls Me. schrieb.

In der ersten Hälfte der 40er textete er auch auf einige Duke-Ellington-Melodien: Don’t Get Around Much Anymore, Do Nothin’ Till You Hear from Me, I Didn’t Know About You.
Russell arbeitete mit einer Vielzahl von Komponisten. Viele Songs, für die er die Texte dichtete, fanden in Filmen Verwendung oder wurden für den Film geschrieben (z. B. mit Lester Lee, erste Hälfte der 50er). Ende der 1960er arbeitete er mit Quincy Jones; er schrieb u. a. die Texte für die Songs The Eyes of Love aus dem Film 25 000 Dollar für einen Mann und For Love of Ivy aus dem gleichnamigen Film. Beide Songs erhielten Oscar-Nominierungen (1967/1968) für den besten Filmsong.
Ein letzter Erfolg gelang ihm 1969 mit dem Song He Ain’t Heavy, He’s My Brother, den er mit Bobby Scott schrieb, mit dem The Hollies 1969/70 einen Hit landeten.
1970 wurde er in die Songwriters Hall of Fame aufgenommen.

### Weitere bekannte Songs
- Taps Miller (mit Count Basie, 1945)
- Carnival (Musik: Harry Warren, 1945)
- I Can Make You Love Me (Musik: Peter DeRose, 1946)
- You Came A Long Way from St. Louis (Musik: John Benson Brooks, 1948),
- Would I Love You (Musik: Harold Spina, 1950)
- No Other Love (Musik: Paul Weston, 1950)
- Half a Photograph (Musik: Hal Stanley, 1953)
- The Girl Most Likely (Musik: Nelson Riddle, 1958)